# Kościół Wniebowzięcia Najświętszej Maryi Panny i św. Stanisława w Bodzentynie

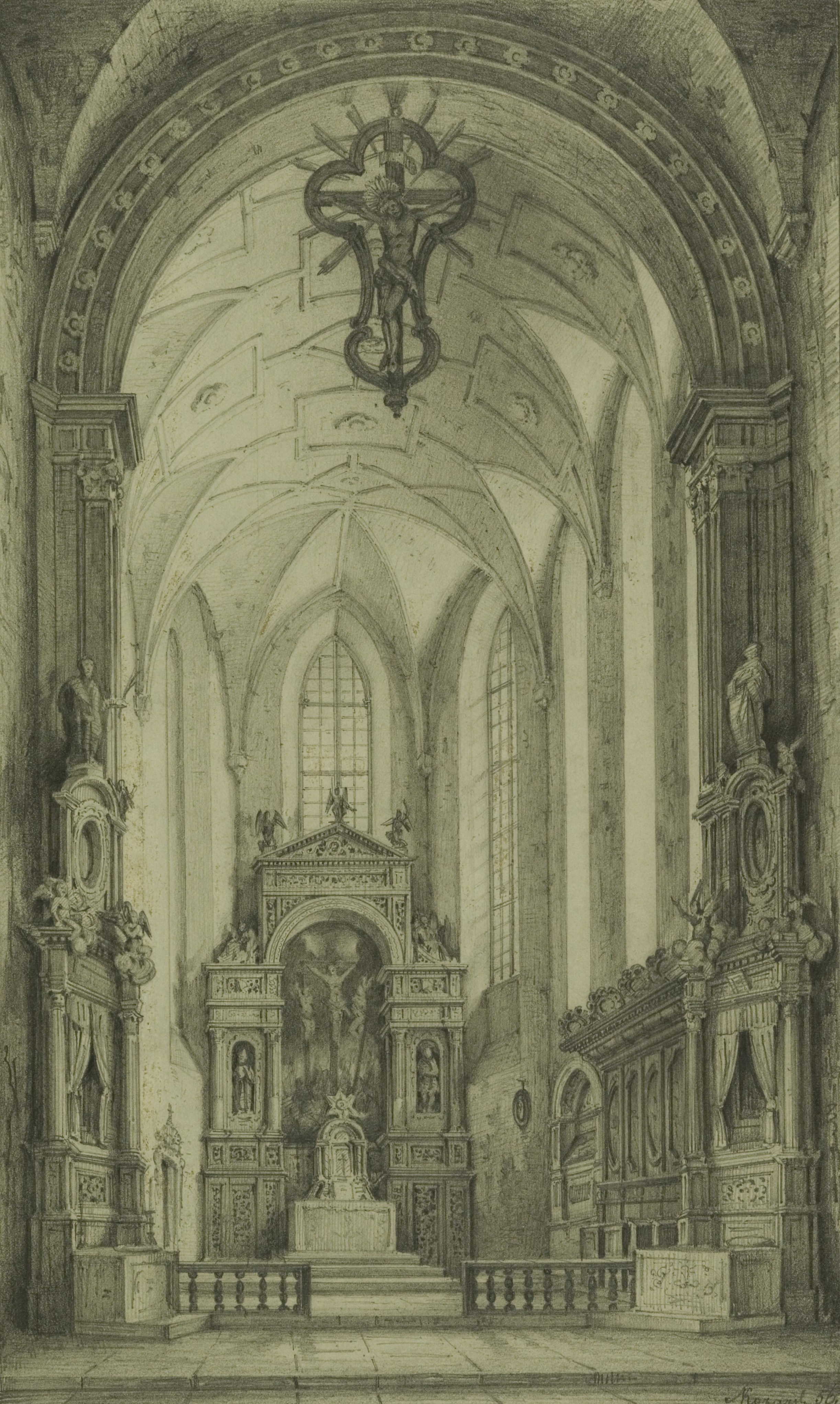
Wnętrze kościoła w połowie XIX w.

Kościół parafialny Wniebowzięcia NMP i św. Stanisława Biskupa w Bodzentynie – zabytkowy kościół rzymskokatolicki ufundowany przez Zbigniewa Oleśnickiego a zbudowany w latach 1440–1452.

## Historia

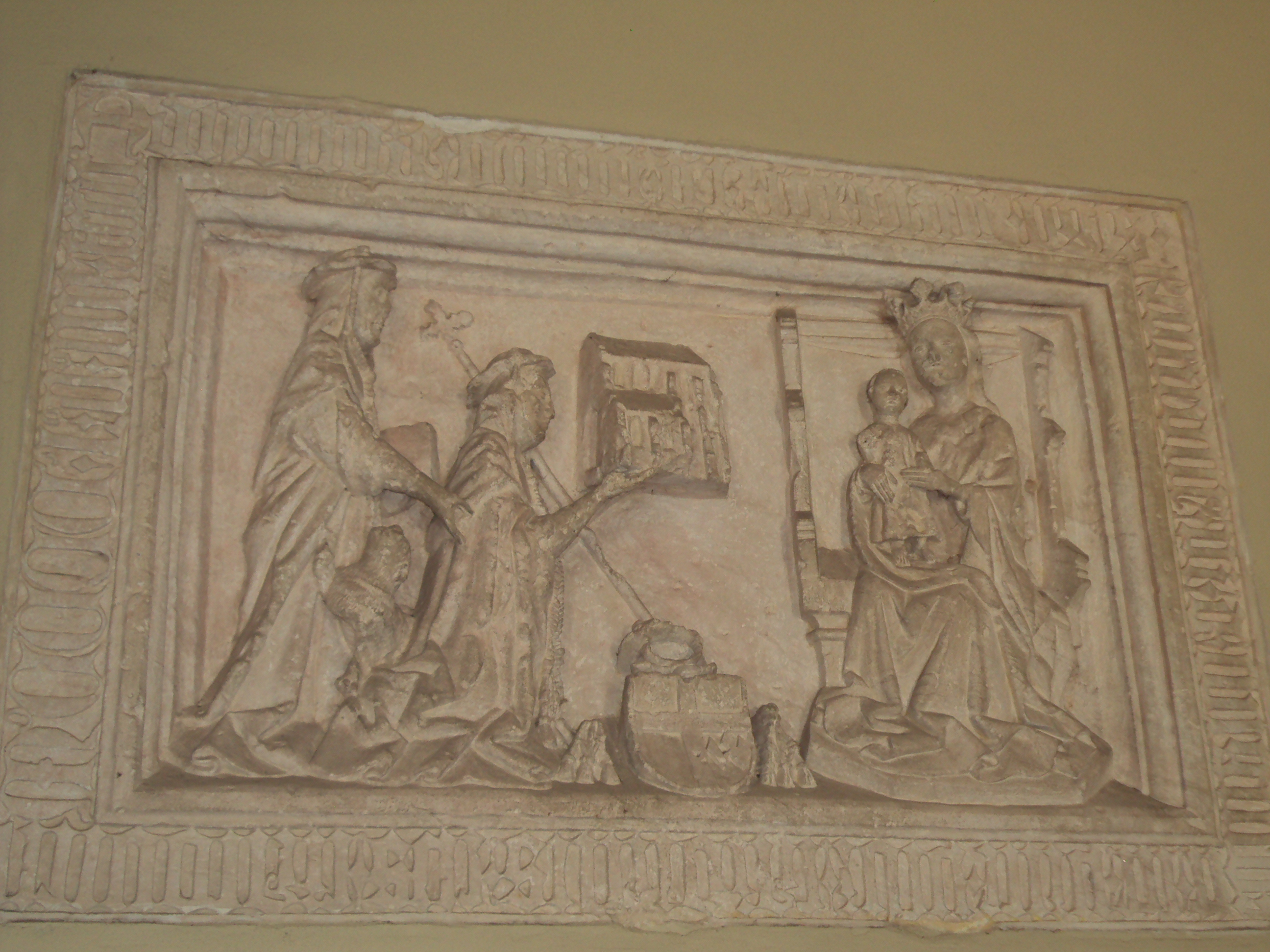
Tablica erekcyjna Zbigniewa Oleśnickiego

W miejsce pierwotnego kościoła z 1355 (spalonego), powstała obecna świątynia gotycka z inicjatywy biskupa krakowskiego Zbigniewa Oleśnickiego. Została zbudowana w latach 1440–1452. Jest to budowla trójnawowa typu bazylikowego, wzorowana na rozwiązaniach architektonicznych występujących w krakowskich kościołach bazylikowych. 
Do połowy XVII wieku prowadzono w kolegiacie jedynie prace reperacyjno-restauracyjne, które nie wpływały na jej układ przestrzenny. Rok 1656 był tragiczną datą nie tylko dla miasta, ale i dla kolegiaty. Porażka Szwedów pod Sandomierzem stanowiła początek odwrotu wojsk Karola Gustawa, które wycofując się z Sandomierza, 20 marca, wysadziły w powietrze zamek królewski. Wzniecone wybuchem pożary uszkodziły także blisko usytuowaną kolegiatę.
Pożar zniszczył dach kościoła, szczyty zachodnie i znaczną część sklepienia prezbiterium. Ogień nie dosięgnął wnętrza kolegiaty. Nie zważając na trudności finansowe kapituła kolegiacka pod przewodnictwem scholastyka, a od 1631 roku prepozyta Alberta Lipnickiego postanowiła przystąpić do remontu i odbudowy.

## Przebudowy
W trakcie odbudowy zmieniono konstrukcję dachu na dwuspadową, naprawiono posadzkę i okna.
W latach 1670–1674 przebudowano fasadę zachodnią, dobudowano kruchtę, ujętą lizenami i zwieńczoną trójkątnym frontonem, z kolumnowym barokowym portalem. W zwieńczeniu portalu w znajdujących się po obu stronach niszach umieszczono późnobarokowe rzeźby świętych z 2 poł. XVIII wieku.
Ok. 1680 kolegiata otrzymała pilastrowy szczyt z niskimi wieżyczkami i oknem o bogatym obramieniu. Szczyt tynkowany z detalami z kamienia kunowskiego, oddzielony belkowaniem i cokołem, ujęty w spływy wiążące go z flankującymi czworobocznymi wieżyczkami, rozczłonkowany parami pilastrów, zwieńczony trójkątnym przyczółkiem, pośrodku wnęka arkadowa w pilastrowym obramieniu z przerwanym przyczółkiem, w którym umieszczono kartusz z herbem kapituły, a poniżej kartusz z herbem Łabędź bpa Andrzeja Trzebickiego, na frontonie rzeźba Matki Boskiej z Dzieciątkiem i po bokach kamienne wazony.
W roku 1712 zmieniono pokrycie dachu na miedziane. W 1755 zlikwidowano cmentarz grzebalny przy kolegiacie. W 1737–1760 wystawiono nową dzwonnicę.

## Zmiany we wnętrzu kolegiaty w XVIII
Prace prowadzone w ciągu XVIII wieku dotyczyły przede wszystkim wnętrza kolegiaty i nadały jej jednorodny, barokowy wystrój. Na mocy postanowienia kapituły z 1713 zatynkowano w prezbiterium XV-wieczną polichromię.
Zmiany przebiegały dwuetapowo:
- Pierwszy etap – miał miejsce w pierwszej tercji XVIII z inicjatywy wykształconego kanonika Stefana Żuchowskiego. We wnętrzu korpusu nawowego powstała jednolita oprawa snycersko-malarska. Usunięto wówczas spod ścian liczne nagromadzone przez stulecia obiekty – nagrobki, epitafia, ołtarze; ustąpiły one miejsca wysokiej boazerii o architektonicznych podziałach, za parami korynckich pilastrów na wysokim cokole. W te podziały wkomponowano harmonijnie wielkie obrazy sztalugowe, wykonane według koncepcji ikonograficznej ks. Żuchowskiego oraz konfesjonały, a przy ścianie zachodniej włączono do tego zespołu ławy z bogatą ornamentyką. Autor tej przemiany mającej miejsce w latach 1713–1717 jest nieznany – bliski sztuce Kacpra Bażanki. W tym czasie wykonano także nową marmurową posadzkę.
- Drugi etap: 1756–1773 – wymieniono wszystkie stare ołtarze na nowe, wykonane bądź w marmurze bądź snycerskie utrzymane w stylu rokoka.

### Kaplica Najświętszej Marii Panny
W 1766 archidiakon Ligęza ufundował nowe pełne wyposażenie do kaplicy mansjonarskiej adaptowanej na kaplicę Sakramentu. W 1767 do kaplicy sprawiono ołtarz z marmuru. Ołtarz w kaplicy mansjonarskiej skomponowany jednolicie z iluzjonistycznie malowanym wnętrzem. Późnobarokowy ołtarz z czarnego marmuru, inkrustowanego z rokokowymi partiami drewnianymi, ze starszym (z 1699 roku) drewnianym tabernakulum. W polu środkowym obraz ostatniej wieczerzy z 1767. Polichromia w kaplicy została wykonana w latach 1770–1775 przez Bartłomieja Gołębiowskiego, ukończona po jego śmierci przez Mateusza Mateusza Rejchana. Sceny ujęte w ramy iluzjonistycznej architektury przedstawiają anioła budzącego Eliasza w puszczy, spotkanie Melchizedeka z Abrahamem, alegorię kościoła wśród aniołów. Na ścianach widnieją: Manna niebieska, umywanie nóg apostołom, Niewierny Tomasz, Mojżesz i papież.

## Ostatnia faza modernizacji
Prace dotyczyły głównie zakrystii. Dla upamiętnienia wysiłku kapituły w 1791 uczyniono tablicę inskrypcyjną z dębnickiego marmuru, którą umieszczono w północnej nawie nad portalem do zakrystii.

## Dzieła Macieja Polejowskiego w kolegiacie sandomierskiej
Ziemia sandomierska jest jedyną z terenu Małopolski, gdzie daleko na zachód dotarły działa mistrzów lwowskich. Lokalni artyści sandomierscy prezentowali niski poziom, dlatego członkowie kapituły w trosce o dobrą jakość dzieł zwracali się z zamówieniem do mistrzów z dużych ośrodków miejskich. Grawitacja Sandomierza w stronę ośrodka krakowskiego była zjawiskiem oczywistym, jednak od poł. XVIII nastąpiła ekspansja artystyczna Lwowa, przede wszystkim w zakresie rzeźby. Lwów w okresie rokoka stał się centrum sztuki rzeźbiarskiej. Na ziemi sandomierskiej spotkały się więc dwie rzeźbiarskie tradycje – krakowska i lwowska. Bardziej tradycyjną rzeźbę szkoły krakowskiej prezentują w kolegiacie figury autorstwa Antoniego Rojowskiego w ołtarzu Kaplicy Sakramentu z 1767. Kontynuują one tradycję miękkiego, płynnego lirycznego stylu Baltazara Fontany. Ekspansja Lwowa była spowodowana słabością Krakowa w tym czasie, który stał się ośrodkiem prowincjonalnym w dziedzinie rzeźby w II poł. XVII wieku. Maciej Polejowski rzeźbiarz i architekt, pochodził z artystycznej rodziny. Rzeźbił zarówno w kamieniu, drewnie, jak i modelował w stiuku.

## Inne ołtarze w kościele w Bodzentynie
- Ołtarz główny z katedry na Wawelu, wykonany w latach 1545–1546. Wykonanie retabulum przypisać należy Giovanniemu Cini ze Sieny. Obraz z ołtarza namalowany został w Wenecji pomiędzy 1546 a 1547 rokiem przez Piotra Włocha.
- Tryptyk bodzentyński z 1508 r. – malowany gotycki ołtarz

## Zabytkowy zespół
Kościół jest częścią zespołu, wpisanego do rejestru zabytków nieruchomych (nr rej.: A.215/1-4 z 3.11.1947 i z 15.02.1967), do którego należą także:
- dzwonnica z XVII w., przebudowana w 1848 r.,
- cmentarz kościelny,
- ogrodzenie z bramą z XIX w.